# Vargulina
Vargulina, também conhecida como luciferina de cipridinídeos, Luciferina de Cypridina, ou luciferina de Vargula, é a luciferina encontrada no ostracodos Cypridina hilgendorfii, também chamado de Vargula hilgendorfii. Esses ostracodes de fundo emitem uma corrente de luz na água quando perturbados, presumivelmente para evitar a predação. A vargulina também é utilizada pelo peixe Porichthys.

## História
Um procedimento de extração parcial foi desenvolvido em 1935, que envolvia reagir o composto com Cloreto de benzoíla para separá-lo dos componentes solúveis em água. O composto foi isolado e purificado em cristais por Osamu Shimomura. A estrutura do composto foi confirmada alguns anos depois. Experimentos de alimentação isotópica sugerem que o composto é sintetizado no animal a partir de três aminoácidos: triptofano, isoleucina e arginina.

## Propriedades
A vargulina é um composto orgânico de fórmula molecular C22H27N7O e massa molar de 417,50 g/mol. É um sólido cristalino e sua estrutura foi elucidada por análise química e espectroscopia. É insolúvel em água e é estável em pH neutro.

## Aplicações
A vargulina tem sido amplamente utilizada como um corante biológico para rastrear processos bioquímicos e atividades celulares em estudos de biologia marinha e pesquisa médica. Além disso, a bioluminescência baseada na vargulina é usada em pesquisa científica para estudar processos bioquímicos e interações celulares.